# Microregione di Araraquara
Araraquara è una microregione dello Stato di San Paolo in Brasile, appartenente alla mesoregione di Araraquara.

## Comuni
Comprende 15 comuni:
- Américo Brasiliense
- Araraquara
- Boa Esperança do Sul
- Borborema
- Dobrada
- Gavião Peixoto
- Ibitinga
- Itápolis
- Matão
- Motuca
- Nova Europa
- Rincão
- Santa Lúcia
- Tabatinga
- Trabiju